# Nieuwstraat 16 (Soest)
Nieuwstraat 16 is een gemeentelijk monument aan de Nieuwstraat in Soest in de provincie Utrecht.
De daggelderswoning werd tussen 1900 en 1925 gebouwd op de hoek van de Nieuwstraat en de Hartweg. In 1925 vond een uitbreiding plaats met een haaks op de woning gebouwd winkelgedeelte. In de rechtergevel van de uitbouw bevindt zich nog het etalagevenster. De nok van het gebouw staat haaks op de weg en is iets hoger dan de nok van het winkelgedeelte. De vensters zijn voorzien van luiken.